# イジャスラフ・スヴャトポルコヴィチ
イジャスラフ・スヴャトポルコヴィチ（ロシア語: Изяслав Святополкович、? - 1127年12月23日）は、キエフ大公スヴャトポルクの年少の子である。母はスヴャトポルクの2人目の妻・エレナ（ポロヴェツ族のハン・トゥゴルカンの娘）。

## 生涯
おそらく出生地はキエフであるが、その生年は不明である。また、おそらくトゥーロフ公国領内のいずれかの地を、分領地として領有していたと考えられる。L.ヴォイトヴィチ(uk)の説によれば、その地はクレツク公国であったとされ、また兄のトゥーロフ公ブリャチスラフの死後にトゥーロフを継承したとされる。
イジャスラフに関する年代記上の言及は1度きりである。すなわち、『ラヴレンチー年代記』、『ヴォスクレセンスカヤ年代記』が共に、その死を1127年12月23日と記録した箇所のみである。妻子に関してもまた不明である。